# 里卡多·罗德里格斯 (棒球运动员)
里卡多·罗德里格斯（西班牙語：Ricardo Rodriguez，1978年5月21日—）為多明尼加棒球選手，曾效力於美國職棒克里夫蘭印地安人及德州遊騎兵、中華職棒興農牛，中文登錄名為「雷卡多」，2010年效力於韓國職棒起亞虎，但春訓期間就遭到釋出，守備位置為投手。

## 經歷
- 美國職棒洛杉磯道奇（小聯盟）（2000年～2002年）
- 美國職棒克里夫蘭印地安人（小聯盟～大聯盟）（2002年～2003年）
- 美國職棒獨立聯盟Frontier League Richmond Roosters （2004年）
- 美國職棒獨立聯盟Frontier League Springfield-Ozark（2004年）
- 美國職棒德州遊騎兵（小聯盟～大聯盟）（2004年～2005年）
- 美國職棒聖路易紅雀（小聯盟）（2006年）
- 美國職棒亞特蘭大勇士（小聯盟）（2006年）
- 美國職棒佛羅里達馬林魚（小聯盟）（2007年）
- 美國職棒獨立聯盟Edmonton Cracker-Cats（2008年）
- 中華職棒興農牛（2009年）
- 韓國職棒起亞虎（2010年）

### 興農牛
2009年7月22日中職初登場，在新莊棒球場出戰兄弟象，中繼2局送出1次三振，被擊出2支安打掉2分責失，無關勝敗。
2009年7月28日，中職初先發及投出完投完封勝，也是中華職棒20年聯盟第一位也是唯一一位投出完投完封勝的投手。
2009年9月17日在台中棒球場對統一獅，於10：7領先的9局上半登板，後援1局沒有被擊出安打也無失分，獲得中職生涯首場救援成功的紀錄。

### 起亞虎
2010年，以簽約金5萬美元、年薪20萬美元加盟韓國職棒起亞虎，但春訓末段遭到起亞虎解約，起亞球團表示因傷而解約，但春訓時藥檢未過亦可能為釋出主因，因此由Matt Wright接替，2010年4月6日韓國運動雜誌「SPORTS春秋」爆料在藥檢當中呈現陽性反應，並表示起亞球團知情不報，而中華職棒賽務部則表示去年在台期間的藥檢並未出現陽性反應。

## 職棒生涯成績

### 美國職棒
| 年度   | 球隊             | 出賽 | 勝投 | 敗投 | 中繼 | 救援 | 完投 | 完封 | 四死 | 三振 | 責失 | 投球局數 | 防禦率 |
| ------ | ---------------- | ---- | ---- | ---- | ---- | ---- | ---- | ---- | ---- | ---- | ---- | -------- | ------ |
| 2002年 | 克里夫蘭印地安人 | 7    | 2    | 2    | 0    | 0    | 0    | 0    | 18   | 24   | 26   | 41.1     | 5.66   |
| 2003年 | 克里夫蘭印地安人 | 15   | 3    | 9    | 0    | 0    | 0    | 0    | 28   | 41   | 52   | 81.2     | 5.73   |
| 2004年 | 德州遊騎兵       | 5    | 3    | 1    | 0    | 0    | 1    | 1    | 12   | 15   | 6    | 26.2     | 2.03   |
| 2005年 | 德州遊騎兵       | 12   | 2    | 3    | 0    | 0    | 0    | 0    | 17   | 24   | 35   | 57.0     | 5.53   |
| 合計   | 4年              | 39   | 10   | 15   | 0    | 0    | 1    | 1    | 75   | 104  | 119  | 206.2    | 5.18   |

### 中華職棒
| 年度   | 球隊   | 出賽 | 勝投 | 敗投 | 中繼 | 救援 | 完投 | 完封 | 四死 | 三振 | 責失 | 投球局數 | 防禦率 |
| ------ | ------ | ---- | ---- | ---- | ---- | ---- | ---- | ---- | ---- | ---- | ---- | -------- | ------ |
| 2009年 | 興農牛 | 14   | 1    | 7    | 0    | 1    | 1    | 1    | 18   | 21   | 26   | 40.1     | 5.80   |
| 合計   | 1年    | 14   | 1    | 7    | 0    | 1    | 1    | 1    | 18   | 21   | 26   | 40.1     | 5.80   |

## 外部連結
- 里卡多·罗德里格斯在台灣棒球維基館上的頁面（繁體中文）
- 里卡多·罗德里格斯在美國職棒（英语）
- 里卡多·罗德里格斯在韓國職棒（投手）（英语）
- 里卡多·罗德里格斯在中華職棒
- 里卡多·罗德里格斯在Baseball-Reference.com（大聯盟）（英语）
- 里卡多·罗德里格斯在Baseball-Reference.com（小聯盟以及海外聯盟）（英语）
- 里卡多·罗德里格斯在FanGraphs.com（英语）